# 千阳县
千阳县，旧名汧阳县，位于中国陕西省西部，是宝鸡市下辖的一个县。总面积为996.46平方公里，常住人口約10萬人。縣人民政府駐城关镇。

## 历史
北周天和五年（570年）置汧阳县，以在汧山之阳得名。1964年10月，为避免生僻字，改「汧」為「千」，改称千阳县。從此，凡地名中的「汧」，一律使用「千」。

## 人口
根據全國第七次人口普查結果顯示：千阳县常住人口为99510人，与2010年第六次全国人口普查的123959人相比，减少24449人，降低19.72%，年平均降低率为2.17%。

## 地理
千陽縣屬於陝西省寶雞市，在地理位置上，千陽縣北靠甘肅省靈台縣，南鄰陳倉區，東與麟遊、鳳翔縣毗鄰，西同隴縣接壤。

## 氣候
屬溫帶大陸性季風區半濕潤氣候。自然氣候特點是四季冷暖乾濕分明，氣溫乾燥，降水不均，災害頻繁。秋季多連陰雨，冬季較寒冷，春季多季風，夏季氣候涼爽。2016年，最高氣溫37.8℃，最低零下-17.0℃。

## 行政区划
千阳县下辖7个镇：
城关镇、崔家头镇、南寨镇、张家塬镇、水沟镇、草碧镇和高崖镇。

## 交通
- 344国道
- 银昆高速
- 宝中铁路

## 历史名人
- 燕伋（孔门七十二贤之一）
- 段秀实

## 風景名勝
- 燕伋望魯台
- 千湖國家濕地公園
- 毗盧寺古剎
- 青崖洞
- 高洞溝道觀